# New Abbey
New Abbey est un village situé en Dumfries and Galloway, au sud-ouest de l'Écosse. Il est à environ 8 milles (12,87 km) au sud-ouest de Dumfries. Le sommet du mont Criffel est à 2,5 milles (4,02 km) au sud du village.
Le village comprend les ruines de l'abbaye cistercienne de Sweetheart Abbey, fondée par Lady Devorgilla en 1273 pour commémorer la mort de son époux, John Balliol. Les moines nomment l'abbaye dulce cor (Sweetheart Abbey). Cependant, le village de New Abbey, littéralement « Nouvelle Abbaye » tire son nom de l'abbaye de Dundrennan, située à proximité. Le village possède un ancien moulin à eau, le New Abbey Corn Mill. Le Loch Kindar possède un crannog et les ruines de Kirk Kindar (qui sert d'église paroissiale jusqu'en 1633 date à laquelle est transférée dans le réfectoire de la Sweetheart Abbey qui venait d'être désaffectée) sur une île située juste en dehors du village.

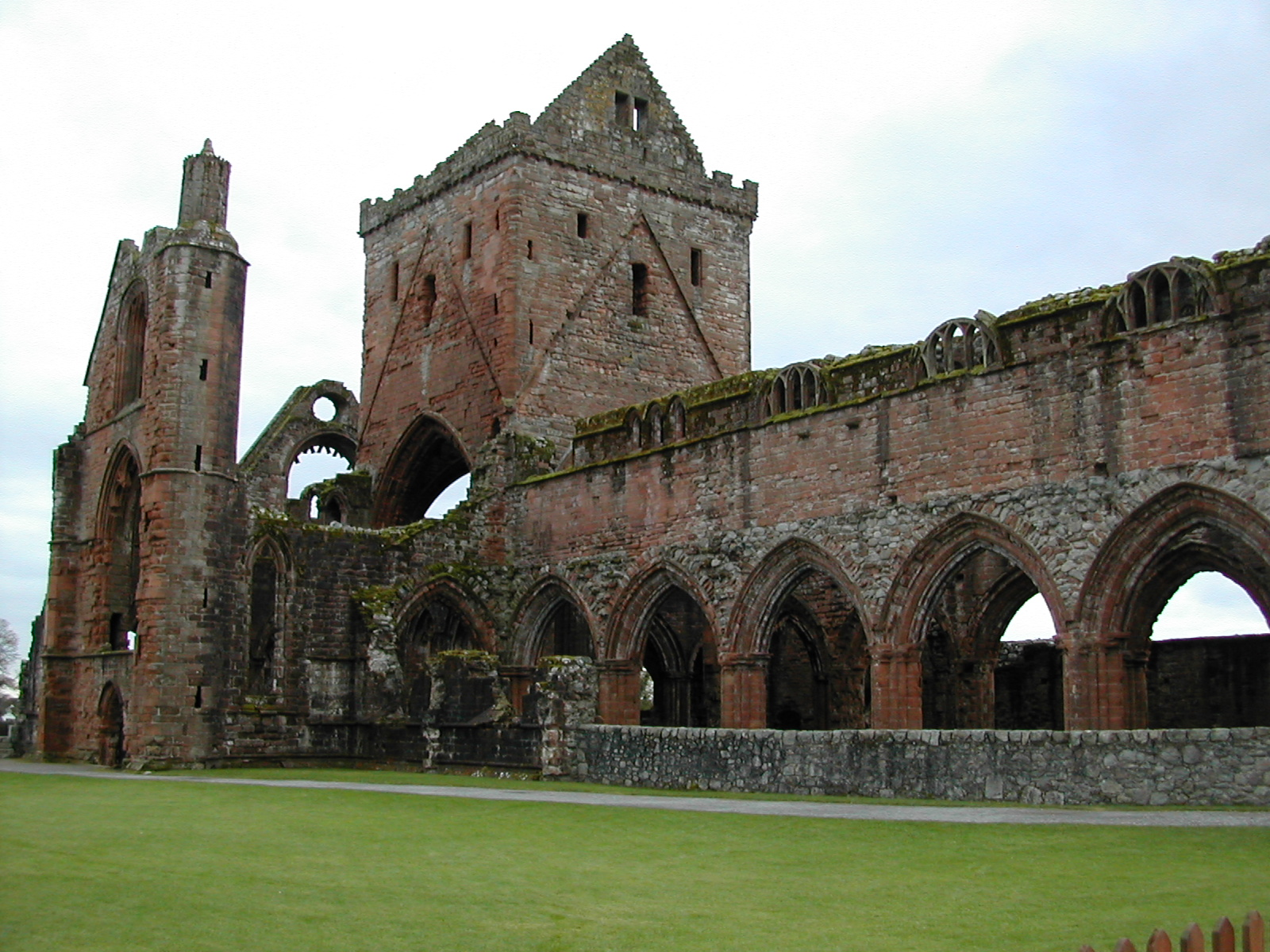
La Sweetheart Abbey.

Le village possède une scierie, deux hôtels, une boutique, un café, une école primaire, un cabinet médical, a village hall, un bowling, un terrain de football - le Maryfield Park (le terrain du Abbey Vale FC), une église de l'Église d’Écosse, une église catholique romaine et le Shambellie House Museum of Costume (en).

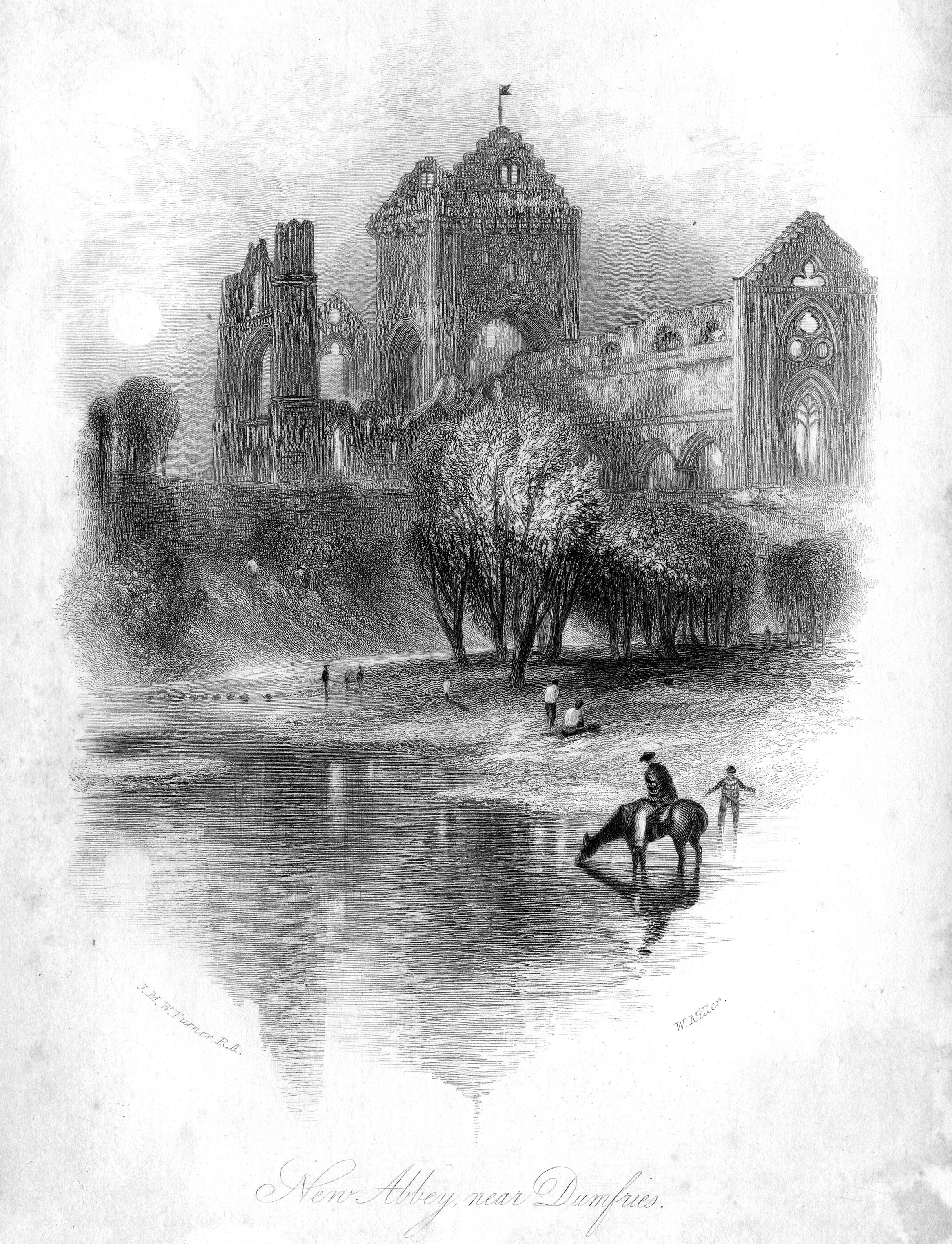
New Abbey, 1836, gravure de William Miller d'après J. M. W. Turner.

Le village offre plusieurs chemins de randonnée dont l'un mène au Waterloo Monument. Sur le territoire de New Abbey coulent deux burns, dont le New Abbey Pow qui se déverse dans l'estuaire du fleuve Nith et dans le Sheep Burn.

## Personnalités locales
- Dougie Sharpe, joueur de football international jouant dans la Scottish League pour le Queen of the South[2] ;
- Sir William Patterson, fondateur de la Banque d'Angleterre, est enterré dans le village en 1719 ;
- James MacKenzie (en), récipiendaire de la croix de Victoria pour bravoure.

### Sources et bibliographie
- (en) Cet article est partiellement ou en totalité issu de l’article de Wikipédia en anglais intitulé « New Abbey » (voir la liste des auteurs).